# Janus Seehusen
Janus Rex Seehusen (født 7. januar 2003) er en dansk fodboldspiller, der spiller som midtbane for den danske fodboldklub HB Køge. Han har i sine ungdomsår været en del af ungdomsafdelingerne i Herfølge Boldklub, Køge Boldklub, Brøndby IF, FC Midtjylland og senest HB Køge. Fra sommeren 2021 blev han en fast del af HB Køge's førsteholdstrup.